# Eurata nigricincta
Eurata nigricincta là một loài bướm đêm thuộc phân họ Arctiinae, họ Erebidae.